# Концерн «Энергомера»
Концерн Энергомера — российский многоотраслевой производственный холдинг. Компания ведет бизнес в трех независимых отраслях — электротехническое приборостроение, производство синтетического сапфира и компонентов из него для высокотехнологичных применений, а также сельскохозяйственное производство. Включает в себя 7 заводов, расположенных в России, Белоруссии, Украине и Китае, сельскохозяйственные предприятия в Ставропольском крае, а также два корпоративных института — электротехнического приборостроения и электронных материалов. Холдинг является крупнейшим в мире производителем синтетического сапфира для индустрии светоизлучающих диодов и единственным в Европе производителем паст для металлизации солнечных элементов, входит в тройку крупнейших производителей электронных счетчиков электроэнергии в России.

## История
В 1994 году инженер и предприниматель Владимир Поляков основал компанию «Концерн Энергомера», занимавшуюся продвижением на рынок большой энергетики счетчиков электроэнергии. Предприятие стало первым в России поставлять на внутренний российский рынок инновационные электронные счетчики электроэнергии. В первые годы существования компании счетчики продавались по бартерной схеме, разработанной Поляковым В. И., при которой предприятия, закупавшие продукцию у «Энергомеры», расплачивались не деньгами, а электроэнергией.
В 1996 году компания приобрела контрольные пакеты акций заводов «Квант» (в настоящем завод измерительных приборов «Энергомера») в Невинномысске, а в 1997 году завода «Аналог» (в настоящем «Монокристалл») в Ставрополе, деятельность которого была парализована долгами по налогам в размере активов компании и арестом счетов. На предприятиях началось восстановление производства и развитие направления продаж.
В 1999 в состав концерна вошло первое сельскохозяйственное предприятие.
В 2004 году компания выпустила миллионный по счёту электронный счётчик.
В 2010 году происходит реорганизация Концерна «Энергомера» в форме выделения Закрытого акционерного общества "Электротехнические заводы «Энергомера», сельскохозяйственный бизнес-сегмент компании вошёл в тройку лидеров в рейтинге «100 крупнейших производителей зерна в России».
В 2012 году Концерн «Энергомера» готовился к выводу на IPO активов компании «Монокристалл», однако из-за неблагоприятной ситуации на рынке переносит на 2013 год. В 2013 году ситуация в отрасли изменяется, доходность компании снижается. Руководство принимает решение приостановить выход на IPO.
В 2020 году завершился процесс выделения всех сельскохозяйственных активов Компании в независимое акционерное общество «Агрохолдинг Энергомера».

## Структура
В состав Концерна «Энергомера» входят предприятия:
- Акционерное общество "Электротехнические заводы «Энергомера».
- Группа компаний «Монокристалл».
- Акционерное общество «Агрохолдинг Энергомера».

### Акционерное общество "Электротехнические заводы «Энергомера»
Основная продукция направления электротехнического приборостроения — электронные счетчики электроэнергии. Компания производит ежегодно около 3 миллионов счетчиков, что составляет треть счетчиков на российском рынке. Компания также производит автоматизированные системы коммерческого учёта электроэнергии (АСКУЭ), метрологическое, щитовое, энергетическое и телекоммуникационное оборудование. В 2019 году компания реализовала проекты по построению систем АСКУЭ в Сибири и Поволжье, объём реализации которых превысил 1 млрд рублей. За всю историю компании установлено более 4 млн точек учёта электроэнергии. Основные производственные площадки Концерна в этой отрасли: завод измерительных приборов «Энергомера» в Невинномысске, электротехнические заводы «Энергомера» в Ставрополе, украинском Харькове и белорусском Фаниполе в Минской области.

### Группа компаний «Монокристалл»
«Монокристалл» занимается производством искусственного сапфира, используемого в светодиодной электронике, и является мировым лидером по его производству. Также предприятие производит проводниковые пасты и порошки, растворы для зеркал, краску для дорожной разметки. В состав «Монокристалла» входит два завода в России и один в Китае в городе Чаньджоу (открыт в 2011 году), а также корпоративный институт электронных материалов. В 2017 году «Монокристалл» вырастил самый большой в мире сапфир весом 350 кг. В 2016 году «Монокристалл» стал победителем всероссийского конкурса «Премия развития» в номинации «Лучший экспортный проект», а в 2018 году постановлением Правительства РФ получил национальную промышленную премию «Индустрия».

### Акционерное общество «Агрохолдинг Энергомера»
В вертикально интегрированный «Агрохолдинг Энергомера» входят три сельскохозяйственных предприятия, расположенных в Красногвардейском, Петровском и Ипатовском районах Ставропольского края, зерновой терминал, а также молочная ферма. Земельный банк компании составляет 85 тысяч га. Компания выращивает озимые пшеницу и ячмень, горох, кукурузу, семена подсолнечника и репчатый лук. Ежегодный объём производства составляет более 300 тысяч тонн зерновых и 70 тысяч тонн масличных культур.

## Социальная ответственность бизнеса
Компания проводит политику социального партнерства и ответственности бизнеса в регионах присутствия, направляя благотворительную помощь на реконструкцию школ, больниц, детских садов, а также помощь в развитии образования, культуры и пропаганде здорового образа жизни. В 2020 году компания направила на благотворительность более 25 млн рублей.